# Esmeralda Sánchez
Esmeralda Sánchez Macedo (Iquitos, 1 de septiembre de 1998) es una voleibolista peruana. Juega como líbero y su equipo actual es el Alianza Lima de la Liga Nacional Superior de Voleibol del Perú. Es internacional con la Selección femenina de voleibol del Perú.

## Clubes
| Club         | País | Temporada       |
| ------------ | ---- | --------------- |
| Alianza Lima | Perú | 2013 - presente |

## Palmarés

### Distinciones Individuales
- "Mejor Líbero" de la Copa Panamericana de Voleibol Femenino Sub-23 de 2018
- "Mejor Líbero" de la Liga Nacional Superior de Voleibol Femenino 2020-21
- "Mejor Recepción" de la Liga Nacional Superior de Voleibol Femenino 2021-22
- "Mejor Líbero" del Campeonato Sudamericano de Clubes de Voleibol Femenino 2025

### Selección nacional

#### Categoría Mayores
- 2015:  Subcampeona, Sudamericano de Voleibol Femenino 2015.
- 2018:  Tercera, Juegos Suramericanos 2018.
- 2019:  Tercera, Sudamericano de Voleibol Femenino 2019.
- 2022:  Campeona, Juegos Suramericanos 2022.

#### Categoría Sub-23
- 2018:  Subcampeona, Copa Panamericana de Voleibol Femenino Sub-23 de 2018.

### Clubes

#### Ligas nacionales
- 2021:  Subcampeona, LNSV 2020-21 con Alianza Lima.
- 2022:  Subcampeona, LNSV 2021-22 con Alianza Lima.
- 2023:  Subcampeona, LNSV 2022-23 con Alianza Lima.
- 2024:  Campeona, LNSV 2023-24 con Alianza Lima.
- 2025:  Campeona, LPV 2024-25 con Alianza Lima.

#### Copas nacionales
- 2020:  Subcampeona, Copa Nacional de Vóley 2020 con Alianza Lima.

#### Torneos internacionales
- 2025:  Subcampeona, Campeonato Sudamericano de Clubes de Voleibol Femenino 2025 con Alianza Lima.